# Andreas Schlißke

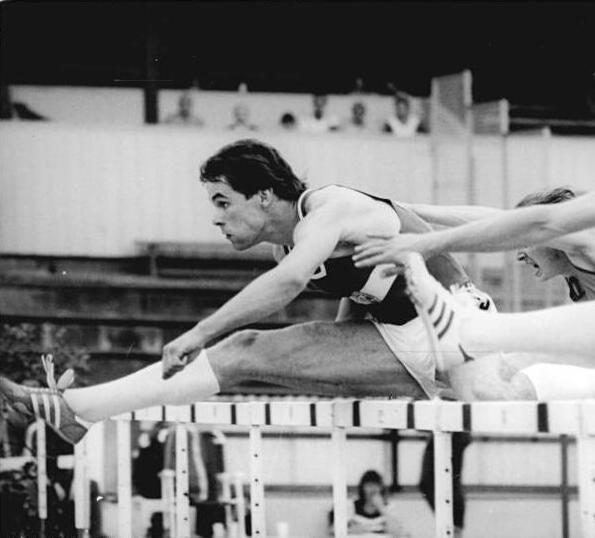
Andreas Schlißke über den Hürden (1981)

Andreas Schlißke (* 5. Juni 1957 in Karl-Marx-Stadt) ist ein ehemaliger Leichtathlet aus der DDR, der sich auf den Hürdenlauf spezialisiert hatte.

## Sportliche Karriere
Andreas Schlißke startete für den SC Karl-Marx-Stadt. Bei den DDR-Meisterschaften 1981 gewann Schlißke den Titel im 110-Meter-Hürdenlauf. Seine persönliche Bestzeit von 13,60 Sekunden lief Schlißke am 16. Juni 1983 als Dritter der DDR-Meisterschaften in Karl-Marx-Stadt.
Schlißke trat von 1979 bis 1984 bei elf Meisterschaften und Länderkämpfen im Nationaltrikot an. Bei den Olympischen Spielen 1980 in Moskau waren mit Thomas Munkelt, Thomas Dittrich und Andreas Schlißke drei Läufer aus der DDR dabei. Munkelt wurde Olympiasieger, während Dittrich und Schlißke im Halbfinale ausschieden. Zwei Jahre später bei den Europameisterschaften in Athen vertraten Thomas Munkelt, Holger Pohland und Andreas Schlißke die DDR. Munkelt gewann den Europameistertitel, Pohland wurde Achter und Schlißke verpasste den Finaleinzug um 0,03 Sekunden.